# Keßlingen

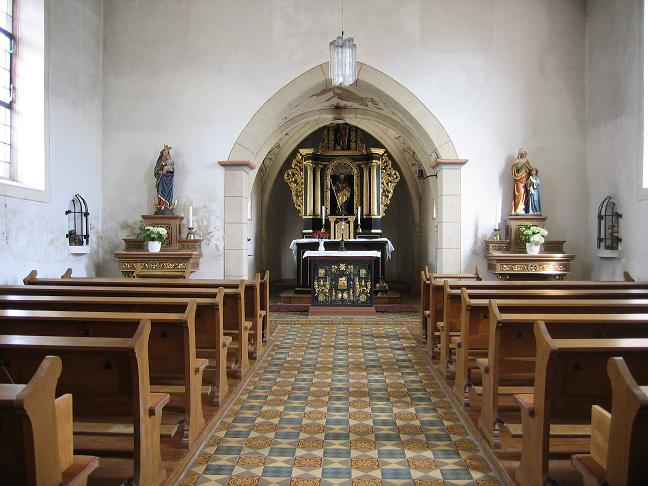
Innenansicht der Kirche

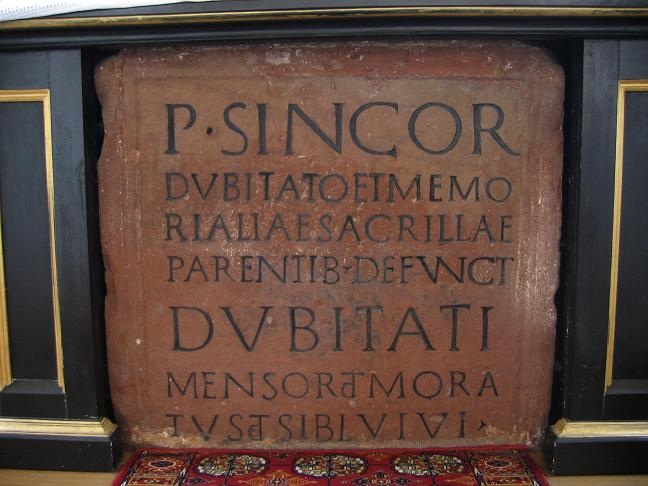
Römischer Inschriftstein

Keßlingen (zuweilen auch Kesslingen) ist ein Ortsteil der Gemeinde Perl im Landkreis Merzig-Wadern (Saarland). Zusammen mit Oberleuken und Münzingen bildet der Ortsteil einen gemeinsamen Gemeindebezirk. Bis Ende 1973 war Keßlingen eine eigenständige Gemeinde.
Der Ort liegt auf dem Saargau, unweit von Orscholz.

## Geschichte
Die erste Erwähnung stammt aus dem Jahr 1309. In diesem Jahr vermachte Gertrud von Keßlingen den Ort der Abtei Mettlach.
Sehenswert ist die Dorfkirche von 1779 mit Rechteckchor des 15. Jahrhunderts. Der Altar ruht auf einem römischen Inschriftstein.
Die Inschrift:
P(UBLIO)•SINCOR(IO)
DUBITATO ET MEMO(=)
RIALIAE SACRILLAE
PARENTIB(US) DEFUNCT(IS)
DUBITATI
MENSOR ET MORA(=)
TUS ET SIBI VIVI
Übersetzung: Für Publius Sincorius Dubitatus und Memo(=)rialia Sacrilla, (die/unsere) verstorbene Eltern, (haben) die beiden Dubitatus' (also die Söhne, die beide den Nachnamen 'Dubitatus' nach ihrem Vater tragen), Mensor und Moratus, und für sich selbst (schon) zu Lebzeiten (den Grabstein/das Grabmal gesetzt) (d. h. die Söhne der verstorbenen Eltern planten, an derselben Stelle selbst einmal beigesetzt zu werden.)
Schutzpatron der Kirche ist der heilige Jakobus. Im Chor wurden im Jahr 1979 gotische Fresken freigelegt, die die Evangelistensymbole darstellen. Keßlingen bildet gemeinsam mit dem Nachbarort Oberleuken die Pfarrei St. Gangolf.
Im Rahmen der saarländischen Gebiets- und Verwaltungsreform wurde die bis dahin eigenständige Gemeinde Keßlingen am 1. Januar 1974 zusammen mit 13 anderen Gemeinden der neuen Gemeinde Perl zugeordnet.
Bevölkerungsentwicklung
Die Entwicklung der Einwohnerzahl von Keßlingen – die Werte von 1939 bis 1974 beruhen auf Volkszählungen:
| Jahr | Einwohner |
| ---- | --------- |
| 1939 | 159       |
| 1950 | 146       |
| 1961 | 136       |
| 1970 | 156       |
| 1974 | 158       |
| 2004 | 134       |
| 2010 | 126       |
| 2012 | 157       |
| 2020 | 108       |